# Anopheles nilgiricus
Anopheles nilgiricus este o specie de țânțari din genul Anopheles, descrisă de Samuel Rickard Christophers în anul 1924. Conform Catalogue of Life specia Anopheles nilgiricus nu are subspecii cunoscute.